# Milton (Hampshire)
Milton – dzielnica w Portsmouth, w Anglii, w Hampshire, w dystrykcie (unitary authority) Portsmouth. W 2011 dzielnica liczyła 14 111 mieszkańców.